# Abraham de Kachkar
Abraham de Kachkar, dit Mar Abraham le Grand, est un moine chrétien de l'Église de l'Orient, né à Kachkar (sud de la Mésopotamie) en 491/492 (ou en 502/503), mort dans son monastère du Mont Izla (près de Nisibe) en 586 ou 588, à l'origine d'un renouveau de la vie monastique dans son Église, où il est surnommé le « père des moines ».

## Biographie
Sa vie est racontée notamment par la Chronique de Séert (II, 18). Babaï le Grand avait écrit sa biographie (perdue).
Il fut d'abord missionnaire dans la ville arabe d'Hira, où, selon la Chronique de Séert, il détourna beaucoup de monde du culte d'Az-Zohra (Vénus). Il se rendit ensuite en Égypte et y partagea la vie des anachorètes du désert. Il séjourna aussi parmi les moines du Mont Sinaï et de Palestine. De retour en Perse, il alla étudier à l'École de Nisibe, auprès d'Abraham et de Jean de Beth Rabban.
Il se retira ensuite sur le Mont Izla, une crête montagneuse située à proximité de la ville, lieu d'implantation d'ermites et de communautés monastiques depuis le IVe siècle : Jacques de Nisibe y avait été ermite vers 300, et saint Eugène (Mar Awgin) y avait fondé une première communauté vers 350. Selon la Chronique de Séert, Abraham y fut d'abord ermite dans la grotte qu'avait occupée Jacques de Nisibe. La vie monastique dans l'Église de l'Orient était alors bien déchue : une série de conciles de la fin du Ve siècle avait imposé le mariage pour tous les clercs, y compris les moines, afin de se conformer aux mœurs perses ; ces dispositions avaient été abrogées au milieu du VIe siècle sous l'impulsion du catholicos Mar Aba Ier, mais la vie monastique restait à reconstruire.
Abraham de Kachkar fonda une nouvelle communauté dont il fit adopter les règles par une assemblée réunie autour du métropolite de Nisibe en 571. La vie cénobitique était rendue obligatoire pour les trois premières années pour les hommes, pour toute la vie pour les femmes. Au bout des trois ans, les moines étaient autorisés à se retirer dans un ermitage. L'office communautaire réunit les cénobites sept fois par jour (fréquence ramenée plus tard à quatre fois). La journée est organisée de la façon suivante : levée à l'aube ; travail (soit agriculture, soit copie ou traduction de textes) pendant trois heures ; ensuite trois heures de lecture ou de méditation ; de la sixième à la neuvième heure, repas, puis sieste ; enfin à nouveau travail de la neuvième heure jusqu'au soir. Le jeûne est strict, le silence de règle. La vie errante est interdite, mais le moine peut obtenir des autorisations de sortie pour étudier ou prêcher. Il porte une tonsure en forme de croix, et un costume particulier, avec des chaussures de forme spéciale, pour se distinguer des monophysites et aussi des adeptes du messalianisme, considéré à l'époque dans l'Église de l'Orient comme la peste du monachisme.
La réforme de la vie monastique fut un travail de longue haleine : un concile tenu en 576 par le catholicos Ézéchiel anathématisa les moines gyrovagues qui allaient de couvent en couvent accompagnés de femmes, méprisant les sacrements, le jeûne et la prière, et niant la rétribution des actes. Tous les moines, désormais, devaient se rattacher à un monastère, et ne se déplacer qu'avec l'autorisation de leur abbé et de l'évêque du lieu ; il leur était interdit de mendier.
Abraham mourut en 586 ou 588, et fut remplacé par Dadicho, qui réforma la règle sur plusieurs points (588) : les moines doivent savoir lire ; les enfants ne sont plus acceptés ; l'abbé dirige le monastère avec le conseil des frères, et la gestion des biens temporels est confiée à un économe. Le monastère devint aussi sous son impulsion un haut lieu de la fidélité au nestorianisme, contre Henana d'Adiabène, directeur de l'École de Nisibe, partisan d'un rapprochement avec l'Église byzantine.
Un autre disciple d'Abraham de Kachkar fut Babaï le Grand, qui succéda à Dadicho à la tête du monastère en 604. Il appliqua la discipline de façon très rigoureuse, expulsant les moines qui menaient encore à cette époque une vie maritale, mais sa sévérité excessive provoqua un départ massif de moines, qui allèrent constituer d'autres communautés, comme le monastère de Beth'Abhé dont l'histoire est racontée par Thomas de Marga. À l'arrivée des musulmans, dans les années 630, une soixantaine de monastères, principalement dans le nord de la Mésopotamie, suivaient la règle d'Abraham de Kachkar.